# Montepulciano
Montepulciano es una ciudad italiana de 13 984 habitantes de la provincia de Siena en la Toscana. El municipio se encuentra a 605 metros sobre el nivel del mar, entre Val di Chiana y Val d'Orcia.
De antigua y larga historia, Montepulciano tiene orígenes etruscos de aproximadamente el siglo IV a. C. Cuenta con excelentes viñedos, de los cuales se obtiene el Vino Nobile di Montepulciano.

## Geografía Física

### Territorio
Montepulciano se erige en una vasta zona montañosa del interior de la Toscana, en una posición dominante respecto a la pantanosa Valdichiana. El territorio municipal se extiende en el área sudeste de la región en la frontera con la región de Umbría y no lejos de la región de Lacio.

### Climatología
- Difusión atmosférica: alta, Ibimet CNR 2002

## Origen del Nombre
El término Montepulciano está compuesto por las palabras Monte y Policiano, Polciano o Pulciano. Es un nombre predial, que por lo tanto se refiere a tierras o pueblos rústicos, que se deriva del latín Publicius (a su vez de origen etrusco), con el sufijo -ānus que forma el adjetivo.

## Historia
La ciudad tiene características de pueblo medieval en forma de "S" y está rodeada por tres anillos de murallas, todas construidas alrededor del siglo XIV.
De origen etrusco y fundado, según la leyenda de Porsenna, por Lucumone de Chiusi; Algunos documentos y artefactos encontrados en la fortaleza, se remontan al siglo IV a. C. En la época romana fue la sede de una guarnición que protegía las carreteras consulares. Fue evangelizado por san Donato, obispo de Arezzo en el siglo IV.
En el lugar de la actual iglesia de la Virgen de San Biagio, se encontraba el castillo de Pulliciano, según el documento Sancta Mater Ecclesia de 715. que durante el período lombardo sufrió su primera reforma. De hecho, en algunas escrituras notariales de los Archivos de la Abadía de las SS. Salvatore sull'Amiata, hay documentos entre los cuales uno de 806, que tienen como testigos, a sacerdotes, clérigos, un médico y un orfebre, todos de Montepulciano, un signo del alto nivel civil y cultural.
En el siglo XII, la República de Siena quiso someter a Montepulciano, libre y rica, y comenzó una serie de guerras, que los polizianos afrontaron con la ayuda de Perugia y Orvieto, pero más asiduamente y con resultados desiguales, con el apoyo de Florencia.
A comienzos del siglo XIII, la vitalidad de la ciudad, promovida por la iniciativa de la burguesía mercantil, manufacturera y agrícola, comenzó a atraer las miradas de Florencia y Siena.
El siglo XIV estuvo marcado por las fuertes disputas por el poder entre las familias más poderosas. Una relativa estabilidad tuvo lugar bajo la familia Del Pecora que, dividida internamente sobre si apoyar a Florencia, Siena o Perugia, se convirtieron en señores de Valiano y en tiranos de Montepulciano.
En 1390, Montepulciano se alió constantemente con Florencia, a la que se le exigió tener un bastión estratégico al sur de Siena.
Desde principios del siglo XV hasta mediados del siglo XVI, Montepulciano tuvo su época dorada, marcada por la estabilidad política, el prestigio cultural y el florecimiento artístico.
El siglo XV fue la época del humanista Bartolomeo Aragazzi, secretario apostólico del papa Martín V y del poeta Angelo Poliziano. Un fervor excepcional por construcción marcó el siglo XVI: arquitectos como Antonio da Sangallo el Viejo, Jacopo Barozzi llamado Vignola, Baldassarre Peruzzi e Ippolito Scalza erigieron suntuosas residencias patricias, espléndidas iglesias y varios puntos del centro de la ciudad fueron embellecidos.
Durante este período vivió el cardenal Marcello Cervini, que se sentó en el trono papal durante solo 28 días con el nombre de Marcelo II.
En 1511, el Poliziani, después de la paz final con los florentinos, registró la siguiente inscripción en la puerta y en el arquitrabe del salón del consejo: Recuperatio Libertatis, A.D. 1511.
Desde 1559, con la sumisión de Siena al principado de los Medici, Montepulciano perdió parte de su importancia estratégica y política, pero mantuvo su prestigio. Familias históricas de Nobili, Tarugi, Contucci, Bellarmino, Ricci, Cervini, Benci, Cini, Cocconi y muchos otros se establecieron en Montepulciano. Dieron grandes hombres a la Iglesia, a las letras, a las artes y a las armas: un gran pontífice, numeroso Cardenales, muchas docenas de obispos, grandes prelados en gran número y un gran número de hombres que fueron excelentes en muchas disciplinas. Uno de sus hijos más leales, el cardenal Giovanni Ricci, en 1561, obtuvo del papa Pío IV, con el consentimiento del gran duque, que Montepulciano el nombramiento como sede episcopal y el título de ciudad. Montepulciano obtuvo la elevación a sede episcopal y la posterior demolición de la antigua iglesia parroquial para construir la imponente catedral (1594) en un proyecto de Ippolito Scalza y de acuerdo con los principios de la Contrarreforma, de los cuales uno de los padres emérito fue el cardenal poliziano. Roberto Bellarmino.
A la muerte del cardenal Giovanni Ricci, el gran duque Ferdinando dejó a los capitanes de Montepulciano y Pietrasanta al gobierno libre de la gran duquesa Cristina di Lorena, quien permaneció allí hasta su muerte en 1636. La gran duquesa dio un gran impulso a la construcción de la nueva Catedral, donde el obispo Antonio Cervini, en 1680, fue el primero en celebrar el Pontificio y fue consagrado en 1712 por el obispo Francesco Maria Arrighi, quien en 1714 consagró la Iglesia de Jesús.
En 1700, el obispo Cervini también consagró la iglesia de Sant'Agnese y en 1714 el obispo Angelo Maria Vantini consagró la iglesia de Santa Maria de la Gracias.
En el siglo XVIII floreció la Accademia degli Intrigati, que además de la actividad literaria, construyó un teatro en 1793, en las salas del Monte di Pietà del siglo XV, como lo había hecho anteriormente en Via Collazzi y en Palacio Municipal.
La larga etapa de la familia Lorena marcó el comienzo de una recuperación económica y social generalizada para Montepulciano. La recuperación de la Valdichiana favoreció la recolonización agrícola del fondo del valle fértil. La consiguiente reorganización del sistema vial facilitó los contactos comerciales. Con la Unificación de Italia, Montepulciano (que pasó de la provincia de Arezzo a la provincia de Siena) se impuso como principal mercado agrícola en la zona, mientras que las actividades comerciales se desplazaron hacia el interior del valle, atraídas por el ferrocarril (presente desde 1884) y por la mayor facilidad de conexión con el cruce ferroviario emergente de Chiusi.

## Monumentos y lugares de interés

### Arquitectura religiosa
- Catedral de Santa María de la Asunción
- Iglesia de San Blas
- iglesia del Santo Nombre de Jesús
- Convento de San Francisco
- Oratorio de San Juan Bautista en Poggiolo
- Iglesia de Santa Lucía
- Iglesia de Santa María dei Servi
- Iglesia de Santa María de la Gracia
- Iglesia de Santa Inés
- Iglesia de San Agustín
- Convento de San Bernardo

### Arquitectura civil
- Palacio Avignonesi
- Palacio Bucelli (con la base tachonada con inscripciones etruscas y latinas)
- Palacio del Capitán
- Palacio Cervini de Antonio da Sangallo el Viejo
- Palacio Cocconi Del Pecora
- Palacio Comunal, con fachada de Michelozzo
- Palacio Contucci, obra de Antonio da Sangallo el Viejo
- Palacio Gagnoni Grugni (con pórtico Vignolesco)
- Palacio Neri-Orselli (sede del Museo Cívico)
- Palacio Nobili-Tarugi
- Palacio Ricci, de Antonio da Sangallo el Viejo
- Palacio Salimbeni
- Palacio Sisti (sede de la biblioteca y archivo Piero Calamandrei)
- Palacio Venturi
- Casa del poeta Angelo Poliziano en la calle del Poliziano n. 1
- Logia del Grano
- Fortaleza Medicea de Antonio da Sangallo el Viejo
- Plaza Grande
- Teatro Poliziano
- Torre del Reloj (con la popular Pulcinella)
- Canónica de San Blas

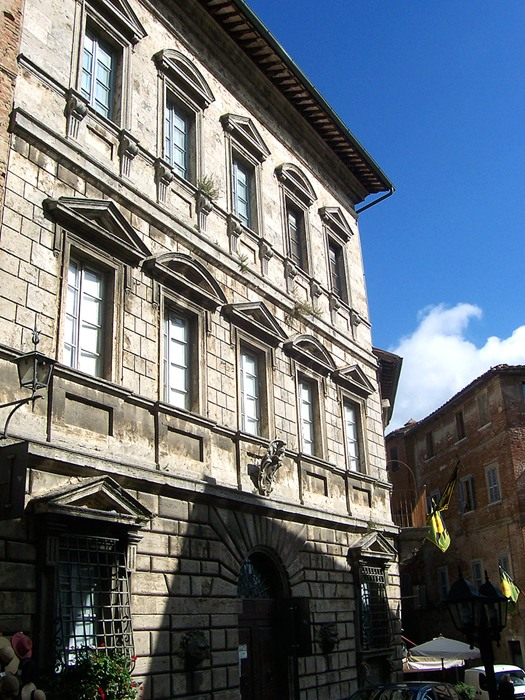
Palacio Avignonesi
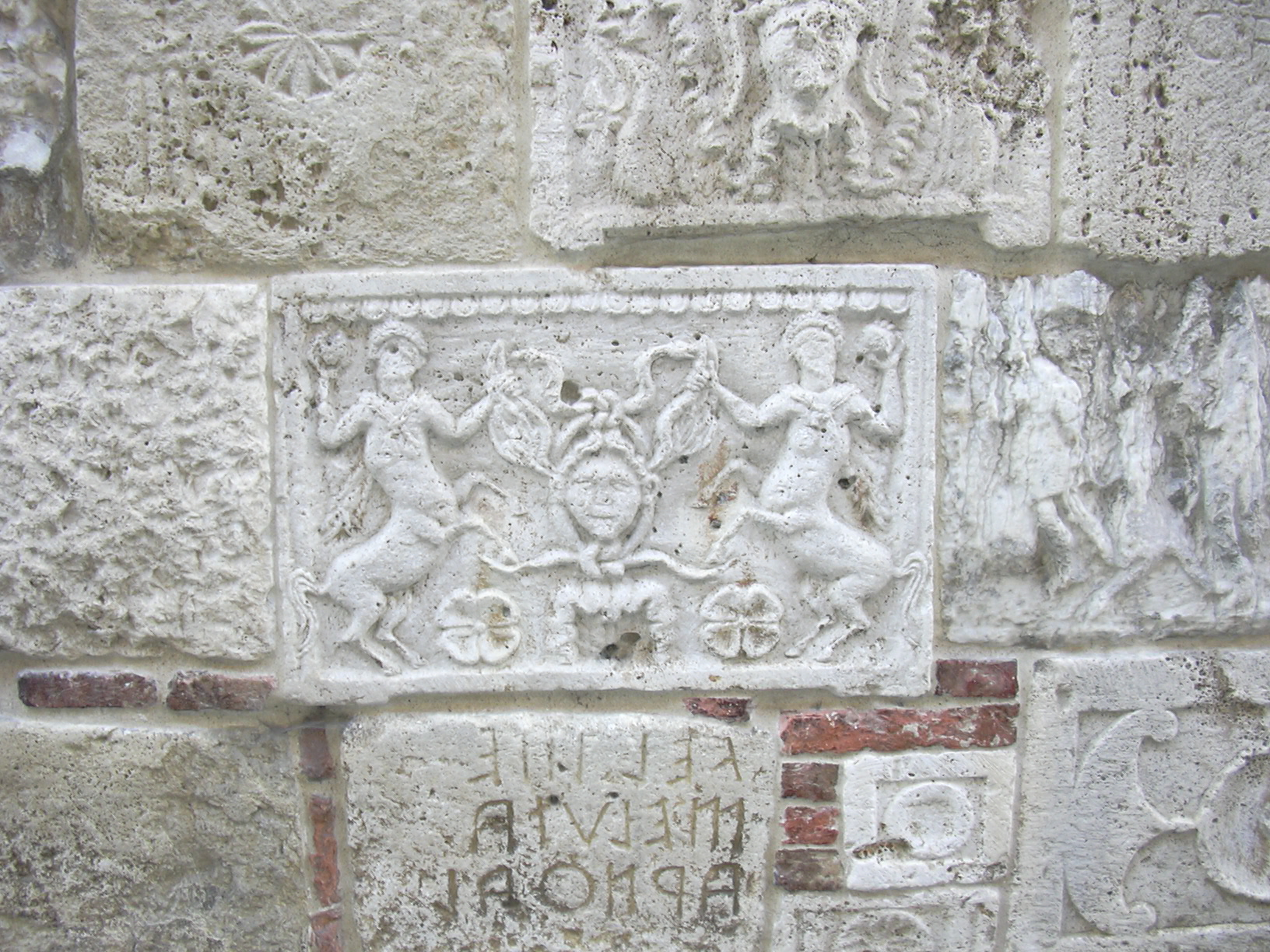
Palacio Bucelli
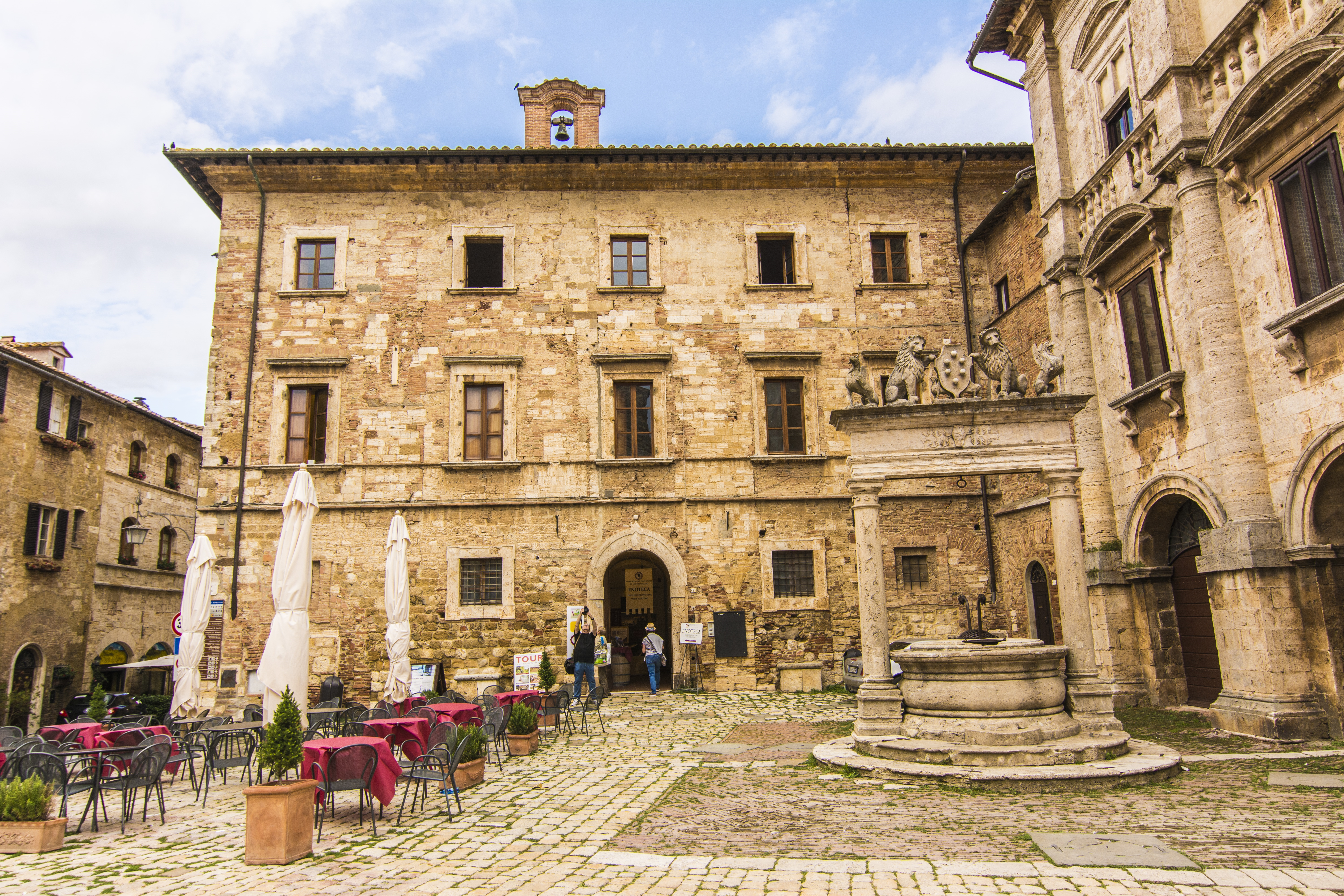
Palacio del Capitán
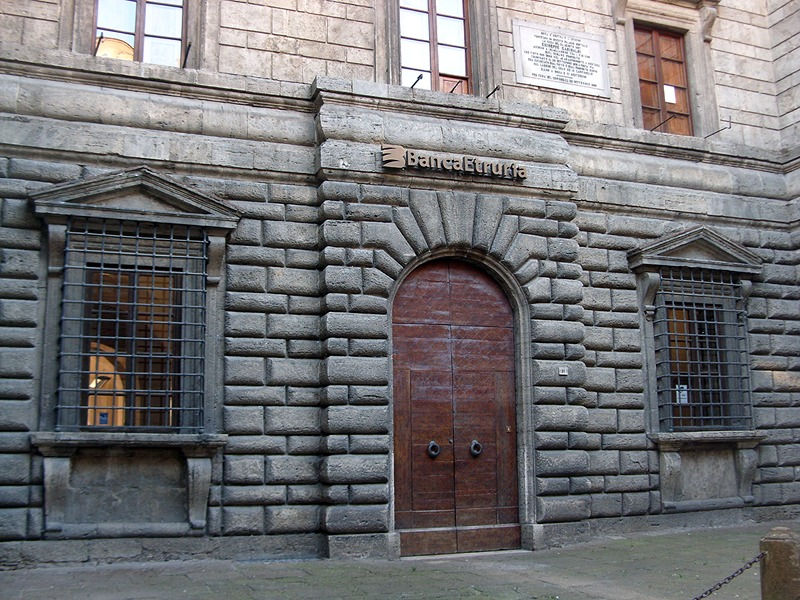
Palacio Cervini
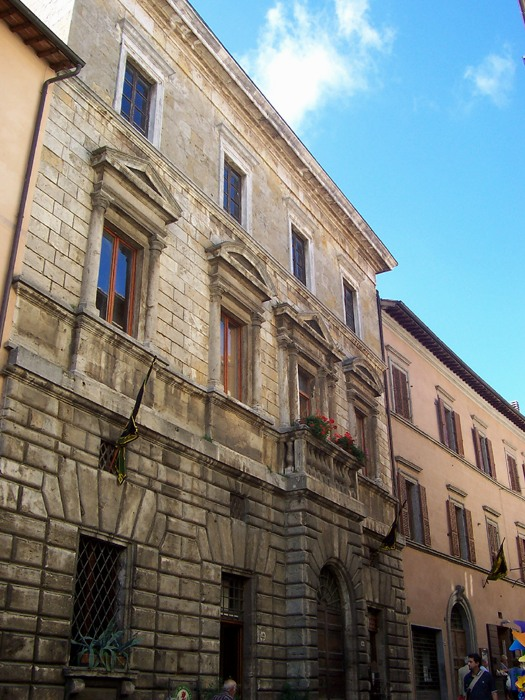
Palacio Cocconi Del Pecora
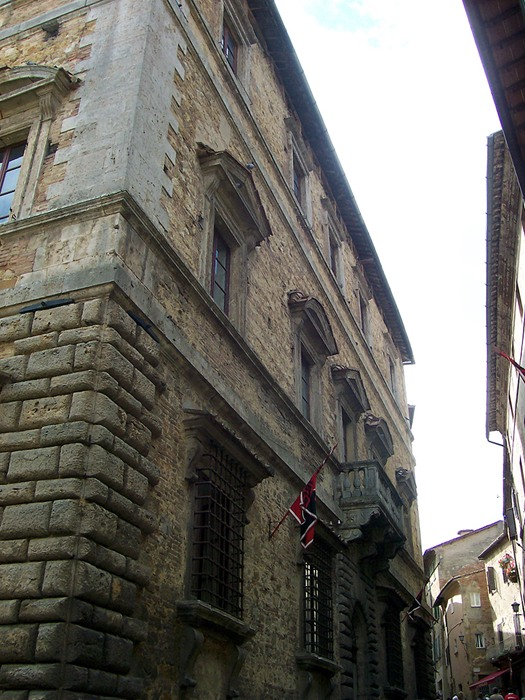
Palacio Gagnoni Grugni
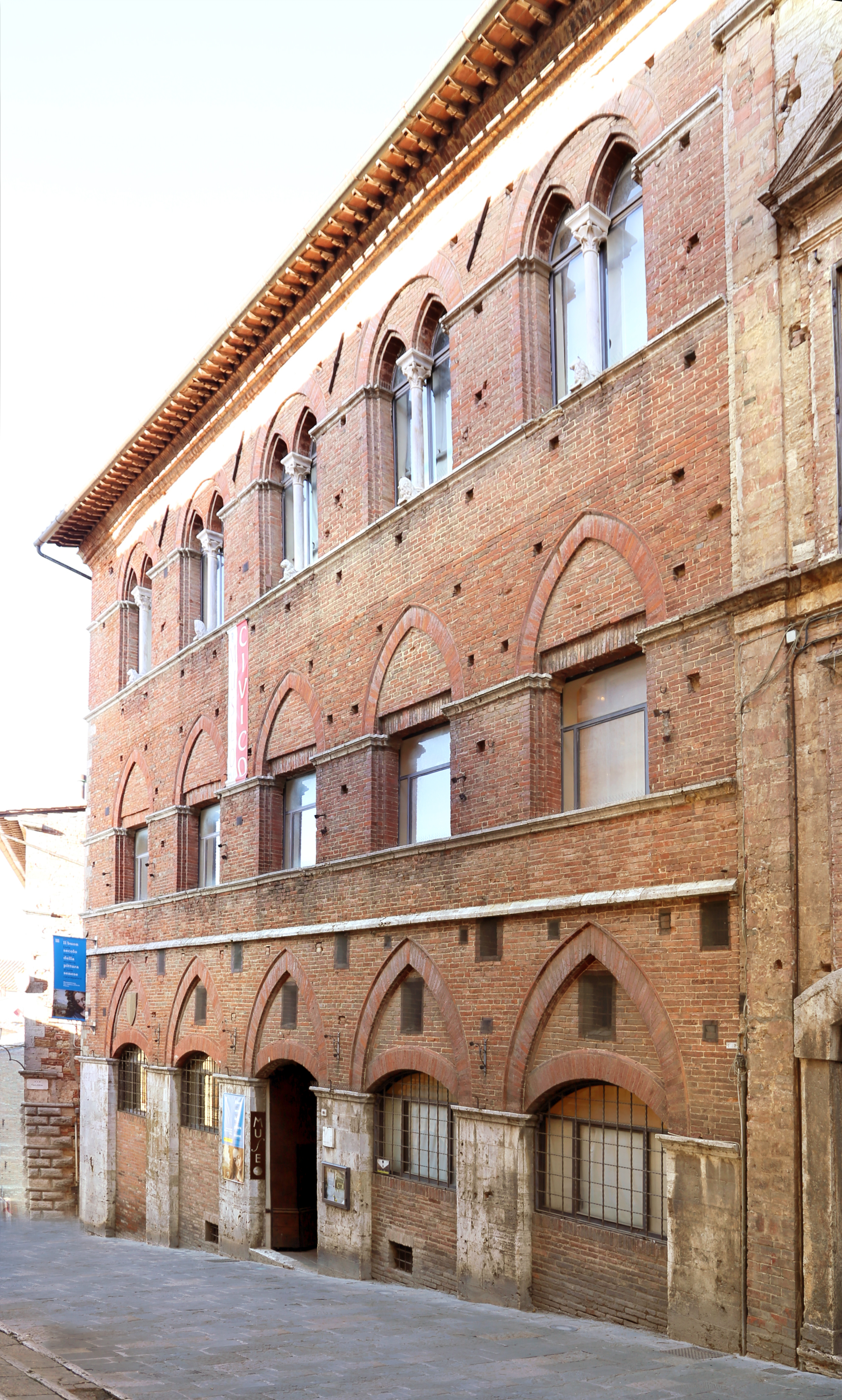
Palacio Neri-Orselli
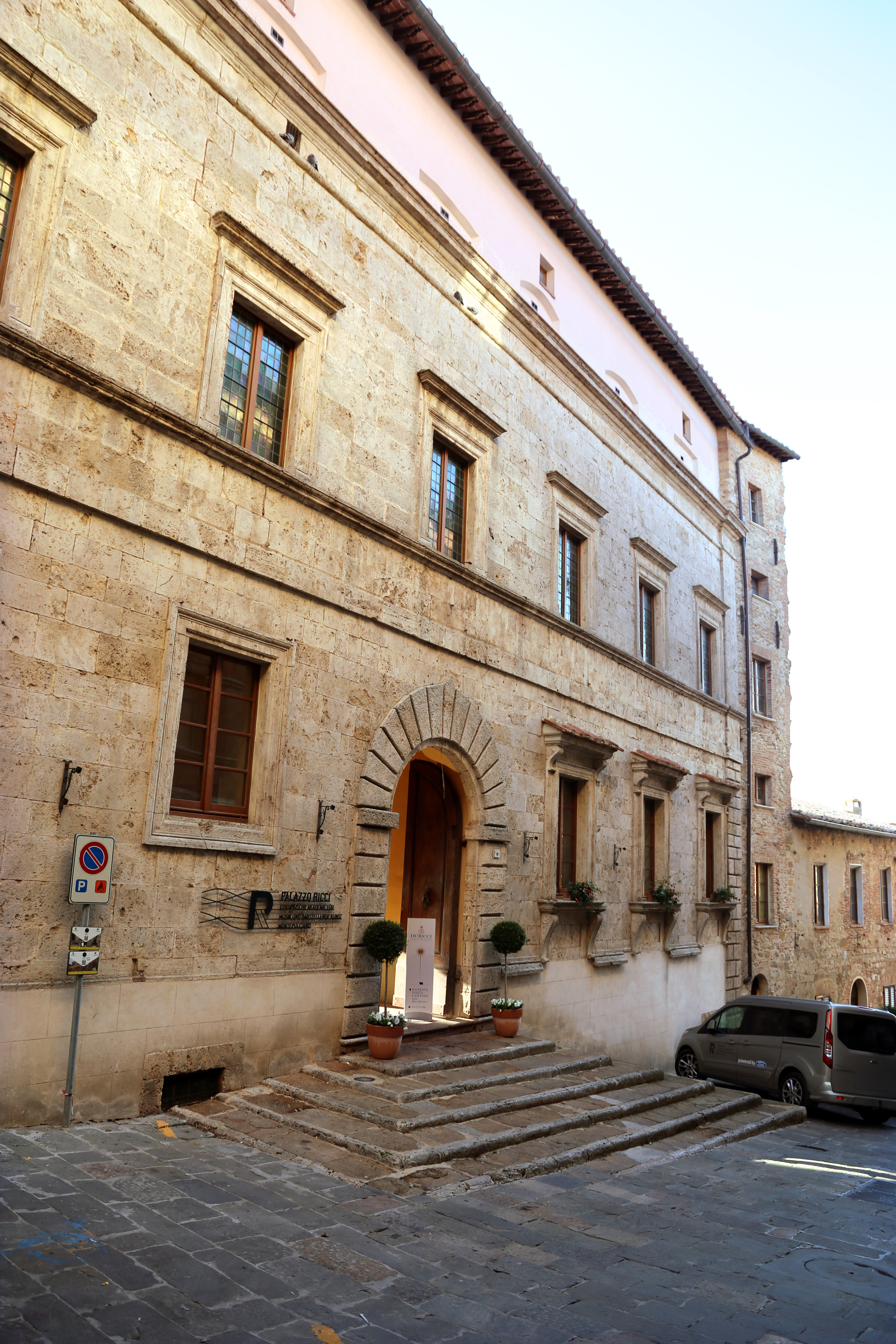
Palacio Ricci
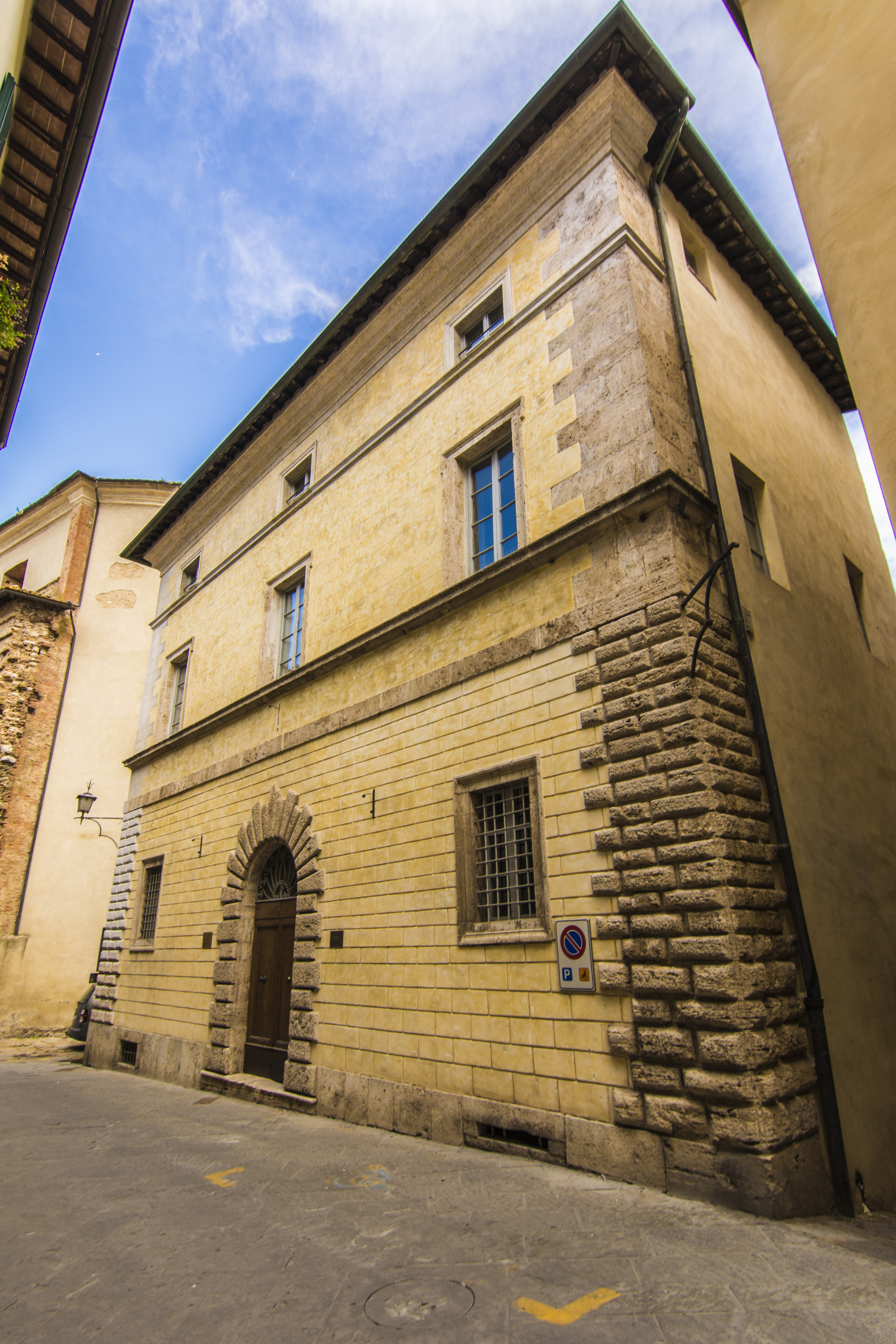
Palacio Salimbeni
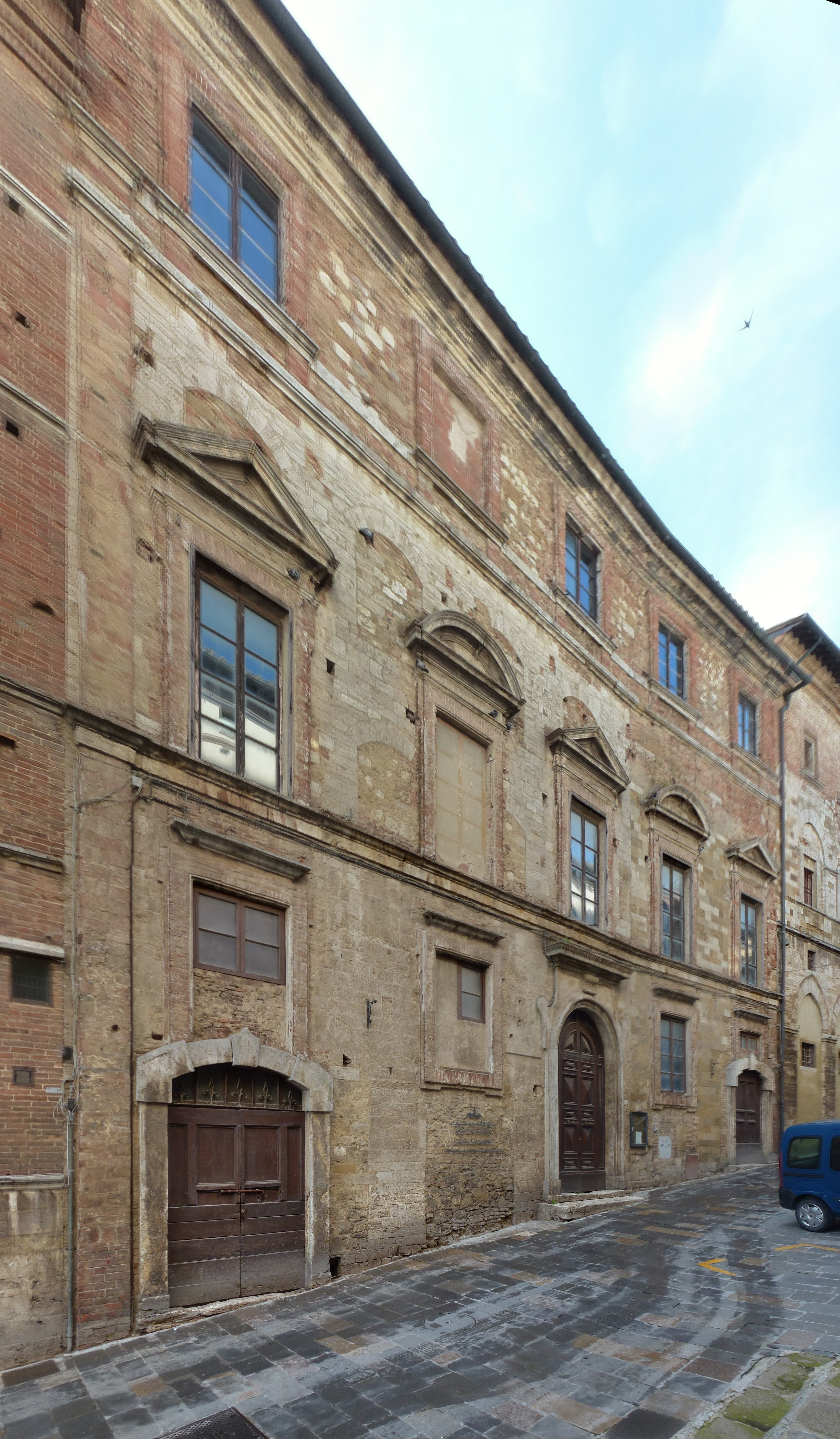
Palacio Sisti
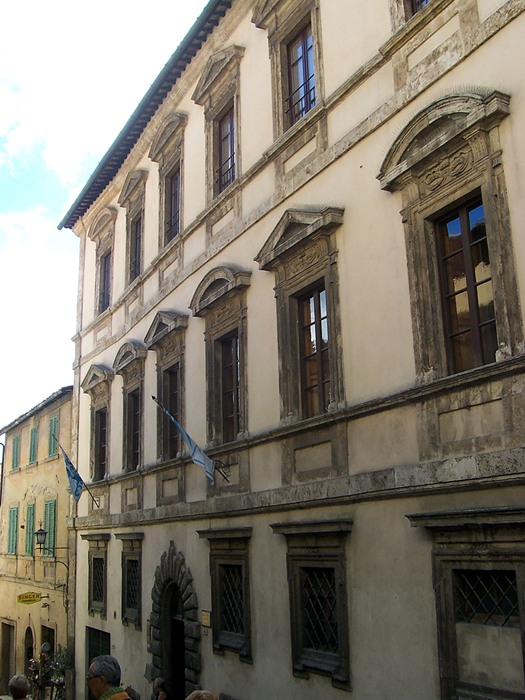
Palacio Venturi
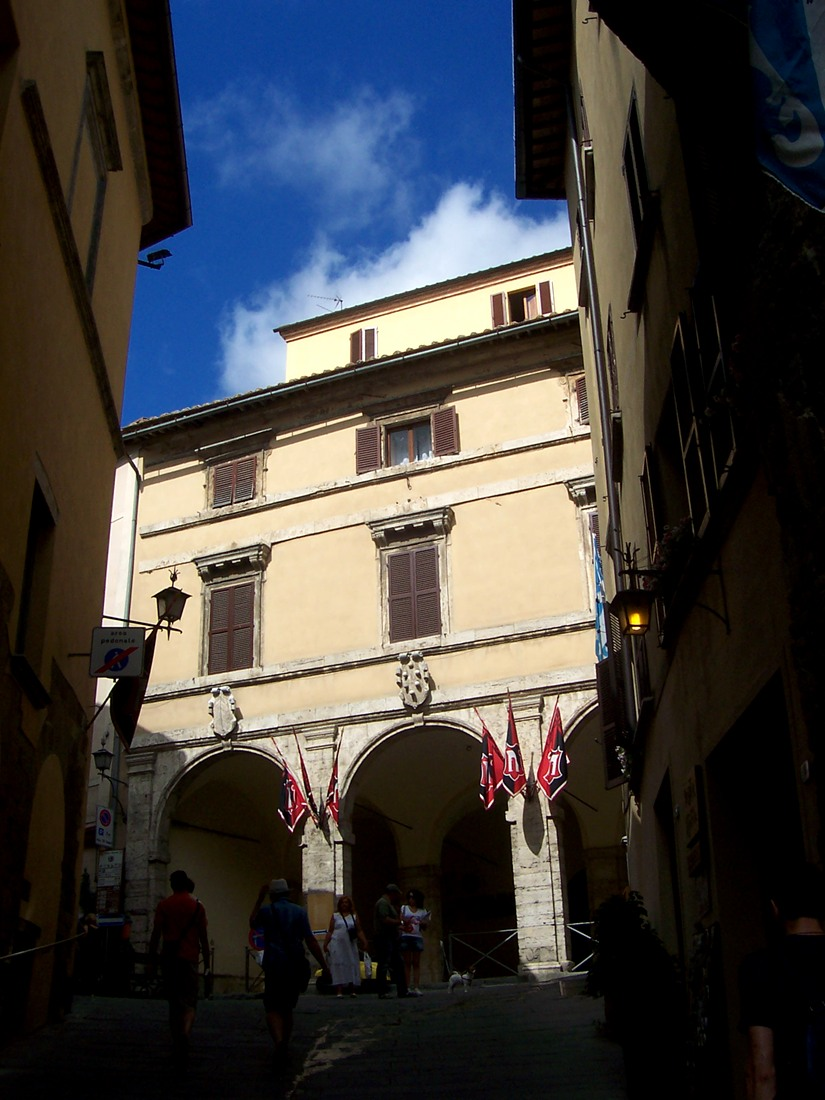
Logia del Grano
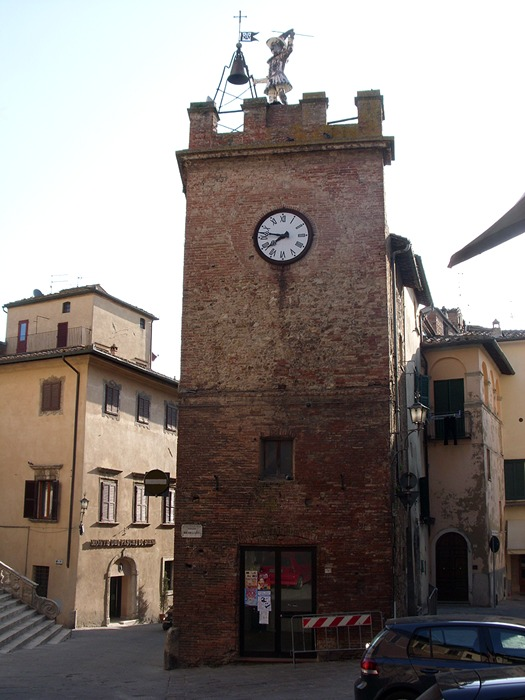
Torre del Reloj
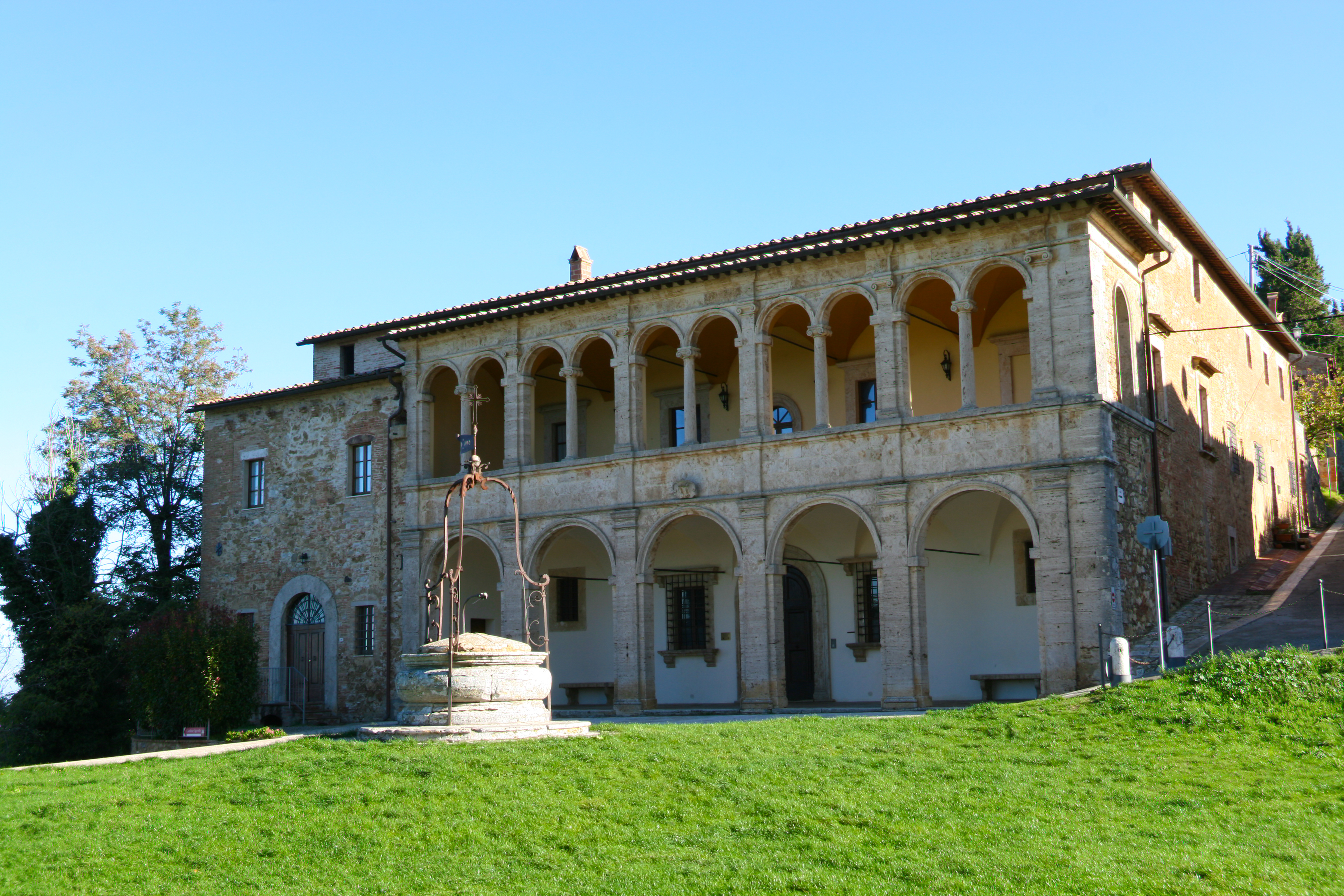
Canónica de San Blas

### Áreas naturales
- Reserva natural Lago de Montepulciano

## Demografía

### Evolución demográfica
| Gráfica de evolución demográfica de Montepulciano entre 1861 y 2011 |
|                                                                     |
| Fuente ISTAT - elaboración gráfica de Wikipedia                     |

### Etnias y minorías extranjeras
Según los datos de ISTAT al 31 de diciembre de 2010, la población extranjera residente era de 1313 personas. Las nacionalidades más representadas en función de su porcentaje del total de la población residente fueron:
- Albania 292 (2,01 %)
- Rumanía 266 (1,83 %)
- Bulgaria 169 (1,16 %)

## Cultura

### Tradiciones y folclore
- Mayo - 1 de mayo: Feria
- Julio - 15 días aproximadamente: Taller Internacional de Arte.
- Agosto - último domingo: Bravio delle Botti
- Agosto - después del día 15:  Bruscello Poliziano

#### Bravìo delle Botti
Bravìo delle Botti (sus orígenes se remontan al siglo XIV) es el desafío que tiene lugar cada año en Montepulciano entre las 8 Contradas de Montepulciano (Cagnano, Collazzi, Gracciano, Le Coste, Poggiolo, San Donato, Talosa, Voltaia), el último domingo de agosto, en honor al santo patrón San Juan Bautista decapitado.

#### Bruscello Poliziano
La palabra bruscello deriva de arboscello, broscello, bruscello. El Bruscello Poliziano se realiza cada agosto desde 1939, en la plaza de la catedral, la Plaza Grande. El Bruscello es una forma de teatro folclórico y campesino, típicamente toscano, recitado y cantado por actores no profesionales y es una representación a veces épico-dramática, a veces ridícula, de episodios de la vida cotidiana, creada por el imaginario populares o por hechos que realmente sucedieron. El tema, que mezcla canto y actuación, varía de año en año, los temas, textos y guiones se deben a la espontaneidad creativa de bruscellanti, una compañía que mantiene esta tradición para que no se pierda y para divertimento de los habitantes de la ciudad.

### Educación

#### Academias
La Academia Europea del Palacio Ricci (Europäische Akademie für Musik und Darstellende Kunst) es un proyecto cultural alemán en Italia completamente dedicado a la música. Se encuentra en el Palacio Ricci de Montepulciano, donde realizan actividades artísticas de mayo a octubre.

#### Bibliotecas
La biblioteca municipal de Montepulciano se encuentra en el Palacio Sisti en la Via Ricci y cuenta con un patrimonio de unos 12 000 volúmenes antiguos y 48 000 modernos.
Además de la biblioteca, también podemos encontrar:
- El fondo judicial
- La colección polizianesca con 40 volúmenes sobre Angelo Poliziano.
- El archivo personal de Piero Calamandrei.
- El archivo de Lidio Bozzini.
- El archivo de Democracia Cristiana de Montepulciano.

#### Museos
El Museo Cívico de Montepulciano se encuentra en el Palacio Neri Orselli desde 1957 y está dividido en cinco secciones:
- Sección arqueológica
- Sección Poliziana.
- Della Robbia terracota
- Pinacoteca
- Studiolo

El Conservatorio de San Girolamo está ubicado en la plaza Savonarola 10 y está dividido en tres secciones:
- arte sacro
- galería de fotos
- antigua farmacia

### Medios de comunicación

#### Prensa
L'Araldo Poliziano es un semanario de Montepulciano que publica principalmente noticias de la Diócesis de Montepulciano-Chiusi-Pienza. Fue fundado el 23 de abril de 1905 en Montepulciano por el sacerdote Alberto Angelotti, como "periódico católico semanal del Distrito de Montepulciano", distrito que incluye unos quince municipios en la zona sur de la provincia de Siena. Desde 2003 se vende junto con el periódico.Toscanaoggi.

#### Radio
De 1976 a 1979 hubo una pequeña estación de radio en Montepulciano, llamada Radio Montepulciano (RMP), en la frecuencia 103 800 MHz.
La emisora de inspiración católica, gestionada por la Diócesis de Polizia con la asistencia de los jóvenes de Montepulciano, inició su emisión a finales de 1976 y finalizó en el verano de 1979. La emisora transmitió desde el palacio del obispo con muy pocos medios: dos tocadiscos, tres grabadores (dos de casete y uno de bobina), dos micrófonos y un pequeño mezclador de seis canales; los programas comenzaban a las 2:00 p. m. y terminaban a las 8:00 p. m., excepto los domingos, cuando la emisión comenzaba a las 8:00 de la mañana. La emisora tuvo cobertura local aunque llegó hasta Siena.
En el verano de 1977, se anunció que la transmisión se reanudaría, lo que ocurriría el 20 de septiembre. En 1978 fueron suspendidas nuevamente las emisiones para ser reanudadas de nuevo hasta el verano de 1979.

### Televisión
En 1976 también se fundó una televisión, que tomó el nombre de TeleAmiata, por iniciativa de Mario Guidotti. Su sede se encontraba en la Via Ricci (Palacio Ricci). El primer canal UHF fue el 53 (más tarde también canales emitieron en el 44 y 58). La programación de TeleAmiata incluyó un noticiero local (TA Notizie), películas, series de televisión, dibujos animados, deportes, espectáculos de variedades, actuaciones musicales y concursos.
A principios de los años ochenta se amplió el área de cobertura, emitiendo sus programas desde diferentes frecuencias (UHF 58, 44, 57, 58, 50, 55, 38, 23 y 39). Los periodistas Diego Mancuso y Vincenzo Mollica se encontraban entre los colaboradores, aunque posteriormente se cambiaron a la Rai Según algunas fuentes, TeleAmiata fue elegido a principios de los años ochenta por Edilio Rusconi para emitir los programas de Italia 1, según otras fuentes (programación de TV Sorrisi e Canzoni y/o Firenzemedia) en cambio, se convirtió en parte de la parrilla de Canale 10, que junto con Canale 5, emitió los programas de Telemilano 58 a nivel nacional. La segunda versión es más probable ya que las palabras TeleAmiata - Canale 10, UHF 44, 58, 40, 53 y 55 aparecieron en 1981.

### Cine
Películas rodadas en Montepulciano
- Il Cristo proibito, dirigida por Curzio Malaparte (1951)
- L'arcidiavolo, dirigida por Ettore Scola (1966)
- Le piacevoli notti, dirigida por Armando Crispino, Luciano Lucignani (1966)
- In nome del Papa Re, dirigida por Luigi Magni (1971)
- Nostalghia, dirigida por Andrej Tarkovskij (1983)
- Monteriano dove gli angeli non osano mettere piede, dirigida por Charles Sturridge (1991)[5]
- Il paziente inglese, dirigida por Anthony Minghella (1996)
- A spasso nel tempo, dirigida por Carlo Vanzina (solo algunas escenas) (1996)
- Sogno di una notte di mezza estate, dirigida por Michael Hoffman (1999)
- Heaven, dirigida por Tom Tykwer (2002)
- Sotto il sole della Toscana, dirigida por Audrey Wells (2003)
- The Twilight Saga: New Moon, dirigida por Chris Weitz (2009)
- La scuola più bella del mondo, dirigida por Luca Miniero (2014)
- Maraviglioso Boccaccio, dirigida por Paolo e Vittorio Taviani (2015)
- Il peccato, dirigida por Andrej Končalovskij (2017)
- Benedetta, dirigida por Paul Verhoeven (2018)

Series de televisión
- Carabinieri 7 (2007)
- Luna di miele (Hochzeitsreise), transmisión de series de televisión alemana en el canal ZDF (2011)
- I Medici (2016)
- I Medici 2 (2017)
- Quantico (2017)

Publicidad
- Faac (1990)
- Banca San Paolo (1997)
- Stracchino Nonno Nanni (2008)
- Sky, Campionato mondiale di calcio (2014)
- Gioco digitale (2015)[6]
- Università Telematica Pegaso (2018)

### Taller Internacional de Arte
El Taller Internacional de Arte ofrece numerosos eventos culturales. El taller nace de la colaboración altruista de grandes artistas que producen espectáculos con la participación de numerosos habitantes de la ciudad.

### Música
- La banda de indie-rock Baustelle es originaria de Montepulciano.

## Geografía humana

### Fracciones
- Abbadia
- Acquaviva
- Gracciano
- Montepulciano Stazione
- Sant'Albino
- Valiano

### Ciudades
| - Ascianello - Argiano - Bivio di San Biagio - Caggiole - Canapille - Casale - Casalte - Casella - Casenuove | - Castagneto - Cervognano Montenero - Ciarliana - Corbaia - Croce - Crugnole - Fontago - Fonte al Giunco - Fonte Sambuco | - Greppo - Il Santo - La Casetta - Madonna delle Querce - Nottola - Pelago Casanova - Poggio Saragio - Ponte - Ponte di Ferro | - Salcheto - San Biagio - Sanguineto - Sciarti - Stabbiano - Terra Bianca - Totona - Tre Berte |

## Economía

### Termas de Montepulciano
En el municipio de Sant'Albino, perteneciente a Montepulciano, se encuentran las "Termas de Montepulciano" donde se pueden disfrutar de las propiedades curativas del agua y el barro. Los primeros testimonios directos sobre los baños termales de Montepulciano y sobre las propiedades de sus aguas termales se remontan a 1571, año en el que Andra Bacci publicó su tratado "De Thermis". Las aguas minerales sulfurosas, salsobromoiodic-bicarbonato, particularmente ricas en dióxido de carbono, se recogen a una profundidad de 132 metros y se transportan a los depósitos de tratamiento sin estar expuestos al contacto con el aire. Este procedimiento garantiza la conservación sin cambios de las cualidades terapéuticas naturales del azufre que, en estado naciente, realiza una actividad antiséptica, anticatarral, antiespasmódica y antialérgica. Los Spas, conocidos por sus terapias de inhalación, albergan un Centro de Audiología y Vestibología, un Centro de Rinología, un Centro de Bronco-neumología, especializado en el tratamiento de bronconeumatopatías obstructivas crónicas como asma, bronquitis y  enfisema pulmonar y un Centro de Rehabilitación Vascular y Ortopédica capaz de ofrecer varias terapias para una rehabilitación efectiva después de una cirugía y de patologías vasculares arteriales y venosas, así como para traumatología deportiva. También es digno de mencionar un centro termal pediátrico especializado en el tratamiento de patologías respiratorias y de oído-nariz-garganta en niños, como bronquitis, asma bronquial, rinitis recurrente y amigdalitis.

### Enogastronomía
La viticultura en Montepulciano se remonta a los tiempos de los etruscos, ya que el primer documento escrito se remonta a 789. La producción de excelentes vinos en el Mons Politianus fue constante en la Edad Media y, a mediados del siglo XIV, la ciudad dictó normas para regular el comercio y la exportación. A mediados del siglo XVI, el Rosso Scelto di Montepulciano (como era denominado) deleitó al papa Pablo III y en 1685 el médico, naturalista y poeta Francesco Redi, en su divertido ditirambo Bacco in Toscana, lo celebró como la manna di Montepulciano, concluyendo entusiasta con un Montepulciano d'ogni vino è Re! (Montepulciano de todo vino es rey).
- Vino Nobile di Montepulciano (DOCG). Está protegido desde 1980 por un consorcio que reúne a todas las bodegas. Solo se puede producir en las zonas montañosas dentro de los límites municipales con uvas de Prugnolo gentile (70 %) y otras vides autorizadas para el cultivo en Toscana (30 %).Debe tener un mínimo de 12,5 % de alcohol y reposar al menos 24 meses en bodega, de los cuales al menos 1 en barrica de roble (13 ° de alcohol, 36 meses en bodega de los cuales al menos 1 en barrica de roble y 6 en la botella, se puede llamar "Reserva" ). Su fuerte carácter, con un bouquet complejo, intenso y persistente, marida excepcional mente con carnes rojas a la parrilla, asados y quesos añejos.
- Rosso di Montepulciano (DOC). Tiene la misma mezcla uva que el Vino Nobile. Como media alcanza los 12,5 % de alcohol. Su reposo en barrica de madera es opcional y la venta comienza el primer mes de marzo después de la cosecha. De color rojo rubí es intensamente vinoso y con notas de frutos rojos, tiene un sabor seco, persistente y ligeramente tánico, se puede considerar vino de mesa
- Vin Santo Montepulciano Occhio di Pernice. Vino de postre producido con Malvasía Blanca, Puncinculo y Trebbiano Toscano o cualquier otra variedad de uva blanca autorizada en la provincia. Las uvas se seleccionan y se dejan secar en salas acondicionadas para tal uso y se prensan entre el 1 de diciembre y el 15 de enero. Una graduación alcohólica de 17° y 3 años de crianza le dan al menos un bouquet intenso, con notas de fruta seca (El Reserva tiene 5 años). Con Prugnolo gentile y otras cepas se obtiene la prestigiosa variedad' 'Occhio di Pernice' ', con un color ámbar o topacio que alcanza una graduación alcohólica de 18°.

## Sanidad
En Nottola, una pequeña aldea a 5 km de Montepulciano, se construyó entre 2000 y 2001 el Hospital de Valdichiana, un complejo hospitalario administrado por el Servicio de Salud de la Toscana (USL 7 de Siena), para sustituir a seis pequeños hospitales clausurados en las ciudades de Chiusi, Torrita di Siena, Sinalunga, Chianciano Terme, Sarteano y Montepulciano.

## Infraestructuras y transporte

### Via Lauretana
La antigua Via Lauretana es una carretera etrusca-romana que unía Cortona con Siena, que atraviesa Montepulciano , 

### Línea ferroviaria Montepulciano-Fontago
El 30 de junio de 1916, entró en operación la línea ferroviaria Montepulciano-Fontago, que une Montepulciano con Fontago (ahora Montepulciano Stazione). La línea se abandonó definitivamente el 16 de septiembre de 1927 y se sustituyó por el transporte por carretera. La estación de Montepulciano estaba ubicada en la plaza Lo Sterro, hoy sede de los bomberos.

## Administración
A continuación se muestra una tabla sobre las administraciones que se sucedieron en este municipio:
| Periodo | Periodo    | Nombre                    | Posición                   | Puesto  |
| ------- | ---------- | ------------------------- | -------------------------- | ------- |
| 1985    | 1990       | Francesco Colajanni       | Partido Comunista Italiano | Alcalde |
| 1990    | 1995       | Giuliano Olivieri         | Partido Comunista Italiano | Alcalde |
| 1995    | 1999       | Piero Di Betto            | Lista Cívica               | Alcalde |
| 1999    | 2004       | Piero Di Betto            | Centro-Izquierda           | Alcalde |
| 2004    | 2009       | Massimo Della Giovampaola | Centro-Izquierda           | Alcalde |
| 2009    | 2014       | Andrea Rossi              | Centro-Izquierda           | Alcalde |
| 2014    | 2019       | Andrea Rossi              | Lista Cívica               | Alcalde |
| 2019    | Actualidad | Michele Angiolini         | Centro-Izquierda           | Alcalde |

## Hermanamientos
La ciudad está hermanada con:
- Moulins (Francia)